# Chlustina
Chlustina är en ort i Tjeckien.   Den ligger i regionen Mellersta Böhmen, i den centrala delen av landet, 40 km sydväst om huvudstaden Prag. Chlustina ligger 338 meter över havet och antalet invånare är 210.
Terrängen runt Chlustina är kuperad norrut, men söderut är den platt. Runt Chlustina är det ganska tätbefolkat, med 179 invånare per kvadratkilometer. Närmaste större samhälle är Beroun, 14,5 km nordost om Chlustina. Trakten runt Chlustina består till största delen av jordbruksmark.